# Leptosiphonium gloeocalyx
Leptosiphonium gloeocalyx är en akantusväxtart som först beskrevs av Karl Moritz Schumann, och fick sitt nu gällande namn av Cornelis Eliza Bertus Bremekamp och Nannenga-bremek.. Leptosiphonium gloeocalyx ingår i släktet Leptosiphonium och familjen akantusväxter. Inga underarter finns listade i Catalogue of Life.